# Przełęcz nad Kamieńczykiem
Przełęcz nad Kamieńczykiem – przełęcz górska, położona na wysokości 705 m n.p.m. w południowo-zachodniej Polsce, w Górach Bystrzyckich, w Sudetach Środkowych.
Przełęcz położona jest w południowo-zachodniej części Gór Bystrzyckich, na Obszarze Chronionego Krajobrazu Gór Bystrzyckich i Orlickich około 4,4 km na południowy zachód od Międzylesia, na granicy z Czechami po północnej stronie od granicznego wzniesienia Kamieńczyk, czes. Přední Hraniční vrch.
Przełęcz stanowi wyraźne rozległe bezleśne obniżenie, płytko wcinające się w południową część grzbietu Gór Bystrzyckich o symetrycznych i łagodnie nachylonych skrzydłach oraz średnio stromych podejściach. Oś przełęczy przebiega równoleżnikowo. Przełęcz oddziela wzniesienie Kamieńczyk od wzniesienia Adam i Kamyk, położonych po północnej stronie przełęczy. Najbliższe otoczenie przełęczy w większości zajmują rozległe górskie łąki i nieużytki. W dolnej części przełęczy po wschodniej stronie położona jest miejscowość Kamieńczyk, a po zachodniej stronie czeska miejscowość Petrovičky.
Z przełęczy roztacza się rozległa panorama na Góry Bystrzyckie, Rów Górnej Nysy z Międzylesiem, Masyw Śnieżnika, czeskie miasteczko Králíky z górującym nad nim klasztorem na Górze Matki Bożej (czes. Hora Matky Boží).
Na przełęczy po czeskiej stronie stoi przydrożny barokowy kamienny krzyż z 1777 roku. Na tylnej stronie uszkodzonego
krzyża wykuta jest data wykonania i nazwisko fundatora. Krzyż był dwukrotnie odnawiany: w 1865 i 1920 roku.

## Historia
W przeszłości bliskie otoczenie przełęczy było zasiedlone, a na przełęczy przy samej granicy stała gospoda sołtysów z Kamieńczyka. Przed 1945 r. przełęcz miała strategiczne znaczenie i stanowiła naturalną drogę wyjścia na zachód z Kotliny Kłodzkiej oraz znana była z malowniczych widoków. Obecnie jest to jedna z mało znaczących przełęczy górskich w Sudetach, a po gospodzie sołtysów i dawnych zabudowaniach gospodarczych pozostały tylko fragmenty fundamentów obejść otoczone kępami drzew, a rosnące ciągi krzaków wyznaczają dawne miedze i polne drogi.

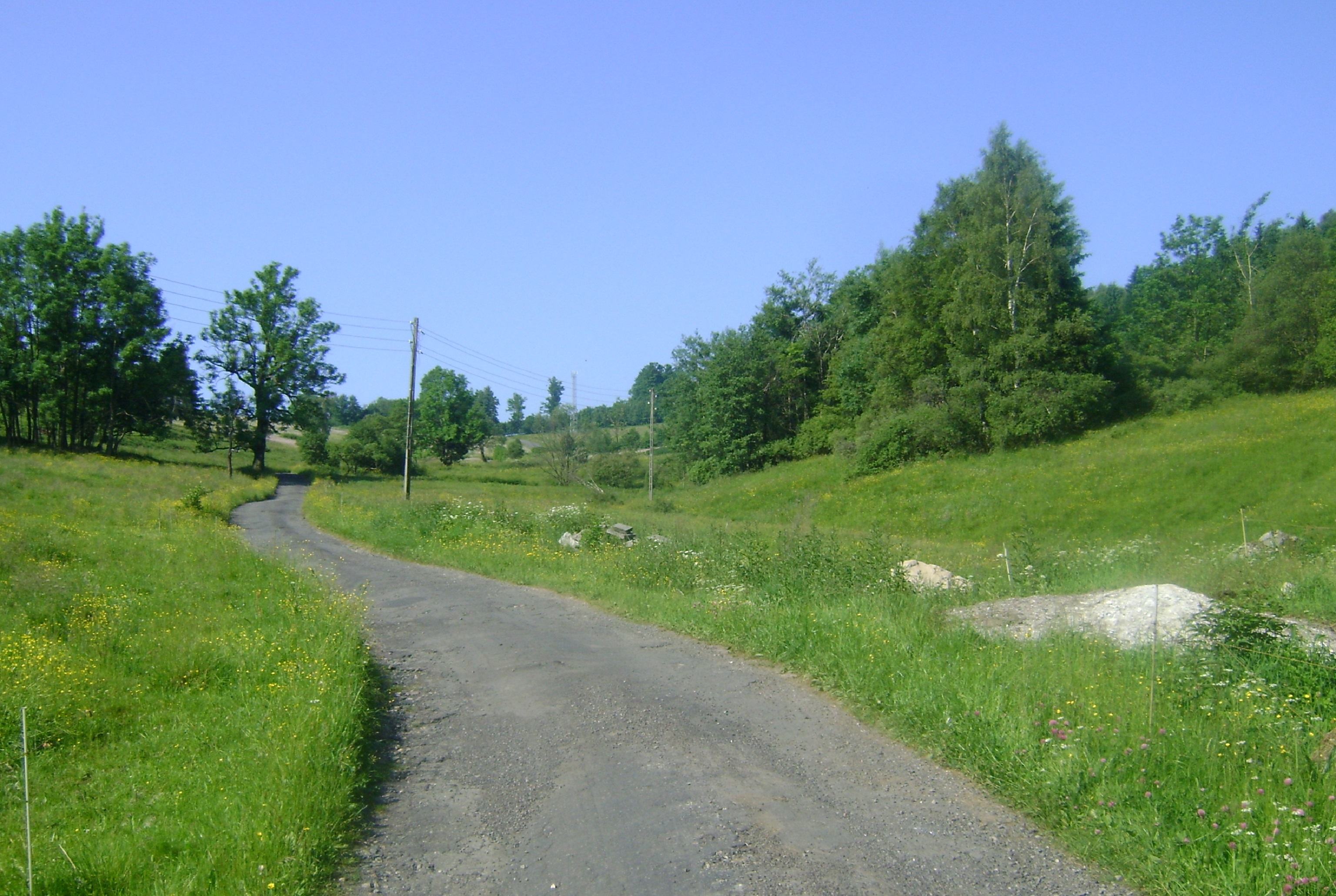
Widok na przełęcz od strony wschodniej z Kamieńczyka

## Szlaki komunikacyjne
Na przełęczy położone jest skrzyżowanie drogi lokalnej prowadzącej ze Smreczyny przez Kamieńczyk z czeską drogą nr 311, prowadzącą z Jablonné nad Orlicí do Rokytnice v Orlických horách.

## Turystyka
- Rejon przełęczy stanowi punkt widokowy, z którego roztacza się rozległa panorama
- żółty – fragment szlaku prowadzący z Międzylesia przez przełęcz do Mostowic.
- zielony – fragment szlaku prowadzący wzdłuż granicy z Lesicy na Śnieżnik.
- Na przełęczy w przeszłości funkcjonowało turystyczne przejście graniczne Kamieńczyk-Mladkov Petrovičky.
- Na przełęczy znajduje się węzeł szlaków turystycznych.